# Коллекционное издание
Коллекционное издание — специальный вид издания художественного произведения (книги, фильма, музыкальной записи, компьютерной игры, комикса и другого), куда включены дополнительные материалы, отсутствующие в стандартной версии.

## Описание
Специальные издания широко используются при выпуске музыки, фильмов и видеоигр. Компании широко используют специальные издания и постепенно их улучшают, чтобы спрос оставался. Это видно по 10-му юбилейному изданию фильма «Титаник», которое состоит из первых двух дисков предыдущего с новыми бонусами в специальной упаковке.
Часто в издания вкладываются предметы, изготовленные в ограниченном количестве. Эти «limited edition», как правило, содержат лучшее предыдущее издание и новый бонус. Такие издания всегда выпускаются в меньшем количестве для повышения спроса на них.
С успехом фильмов на DVD, получили распространение коллекционные издания. Также они схожи с изданиями «director’s cut», которые содержат дополнительные видеоматериалы — кадры, удалённые из финальной версии, или издания в новом качестве.

## Виды

### Специальное издание
Поставляется в толстой коробке. Может включать разнообразные бонусы.

### Коллекционное издание
Коллекционное издание — самое большое издание компьютерной игры. Часто это расширенное издание + какой-либо большой бонус, а иногда расширенное издание + много других бонусов.

## Известные коллекционные издания
| Известные издания                       | Известные издания                                                                |
| Название                                | Описание                                                                         |
| --------------------------------------- | -------------------------------------------------------------------------------- |
| World of Warcraft                       | Для игры World of Warcraft выпустили одно из самых больших коллекционных изданий |
| Dead Space 2                            |                                                                                  |
| LittleBigPlanet 2                       |                                                                                  |
| Two Worlds II                           |                                                                                  |
| Killzone 3                              |                                                                                  |
| Mortal Kombat                           |                                                                                  |
| Infamous 2                              |                                                                                  |
| Duke Nukem Forever                      |                                                                                  |
| Gears of War 3                          |                                                                                  |
| Batman: Arkham City                     |                                                                                  |
| Uncharted 3: Drake's Deception          |                                                                                  |
| The Lord of the Rings: War in the North |                                                                                  |
| Star Wars: The Old Republic             |                                                                                  |
| The Elder Scrolls V: Skyrim             |                                                                                  |

## Содержимое изданий книг
Яркий пример коллекционного издания книги: антология этой серии + бонус, к примеру фигурка персонажа. Благодаря такому изданию легко продать больше книг, повысить спрос на серию. Это и правда удобно: дешевле, чем книги вместе и к тому же бонус.

## Содержимое изданий фильма
| Фильм                    | Фильм                                       |
| Название                 | Описание                                    |
| ------------------------ | ------------------------------------------- |
| Фильм                    | Собственно фильм                            |
| Смешные дубли            | Неудачные кадры                             |
| Дневники разработчиков   | История разработки фильма                   |
| Игры                     | Простенькие игры по фильму                  |
| Другой фильм             | Второй фильм в подарок                      |
| 3D очки                  | Возможно посмотреть фильм в 3D              |
| Руководство пользователя | Книжка о разработке фильма и его персонажах |

## Содержимое издания компьютерной игры
| Игра                     | Игра |
| Название                 | Описание |
| ------------------------ | --- |
| Руководство пользователя | Печатные материалы, в которых рассказывается об игре.                                                            |
| Дополнительные материалы | Дневники разработчиков, музыка, рингтоны, видео, картинки, арты, обои                                            |
| Артбук                   | Книга, в которой расположены рисунки локаций и игровых персонажей                                                |
| Саундтрек                | Музыкальный альбом, в который могут включаться композиции из игры и по мотивам игры                              |
| Карта                    | Карта игрового мира игры                                                                                         |
| Прохождение игры         | Это подсказки в прохождении игры: победа над боссами, поиск артефактов и т. д. Бывает в бумажном и цифровом виде |
| Бумажные фигурки         | Бумажные фигурки главных героев игры                                                                             |

## Игрушки
В России активную деятельность по продаже коллекционных изданий игр, игрушек, кукл и книг развернула итальянская компания De Agostini.